# Bagmati

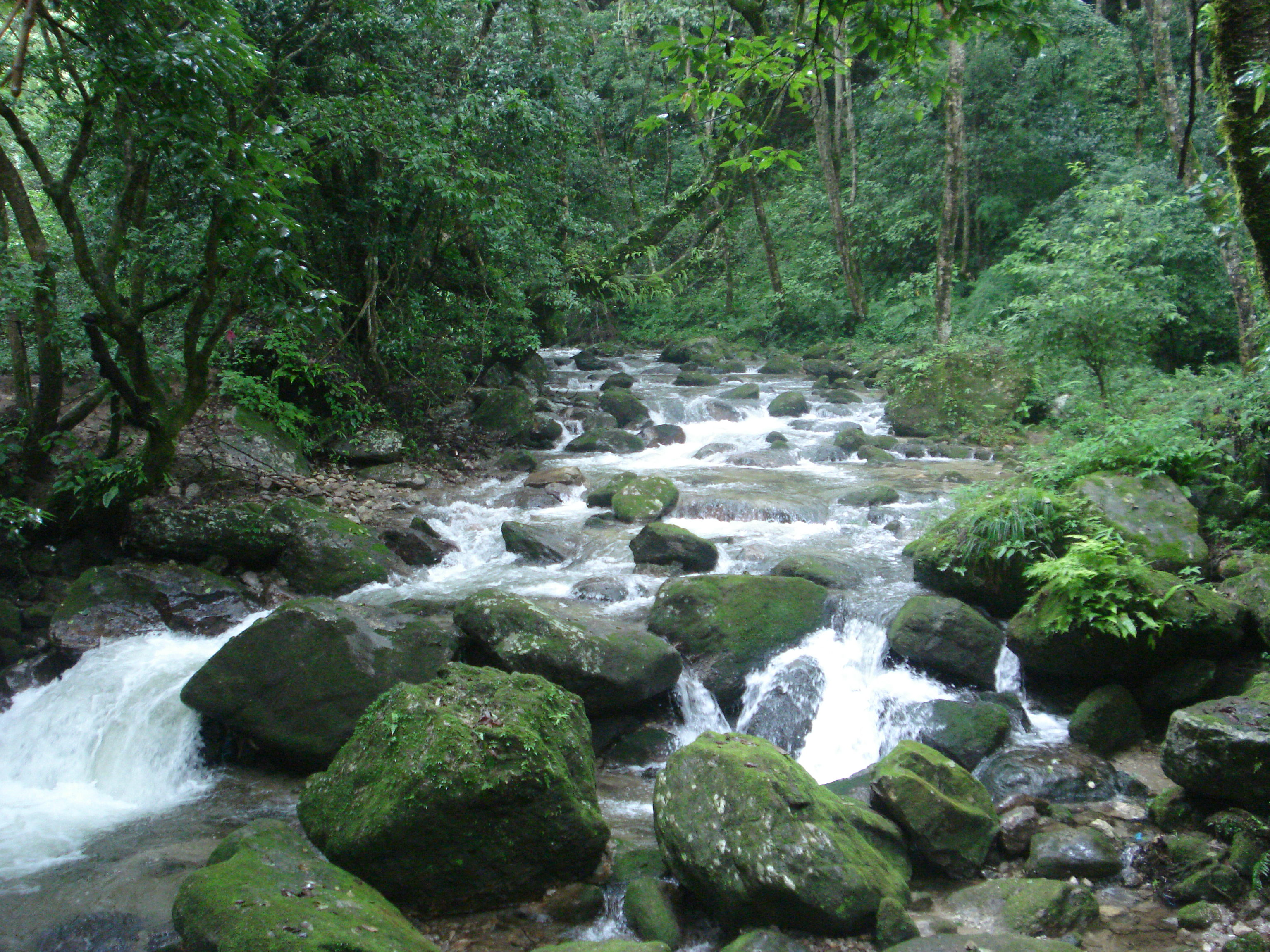
Il fiume Bagmati nei pressi di Sundarijal

Il Bagmati (Nepali: बागमती नदी) è un fiume del Nepal e dell'India che dà il nome anche a una zona del Nepal. Il fiume è detto anche Kareh nella sua parte indiana.
Origina dall'Himalaya e attraversa la capitale Kathmandu, passa poi in India dove sfocia nel fiume Koshi.
Viene considerato sacro tanto dagli induisti quanto dai buddisti ed è punteggiato di templi per gran parte del suo corso.
Nel Bagmati vengono disperse le ceneri dei morti dopo la cremazione sulle pire. Questo rituale ha il suo epicentro nel tempio di Pashupatinath, a Kathmandu.
Oggi è particolarmente inquinato dagli scarichi incontrollati che avvengono soprattutto nella valle di Kathmandu.

## Corso

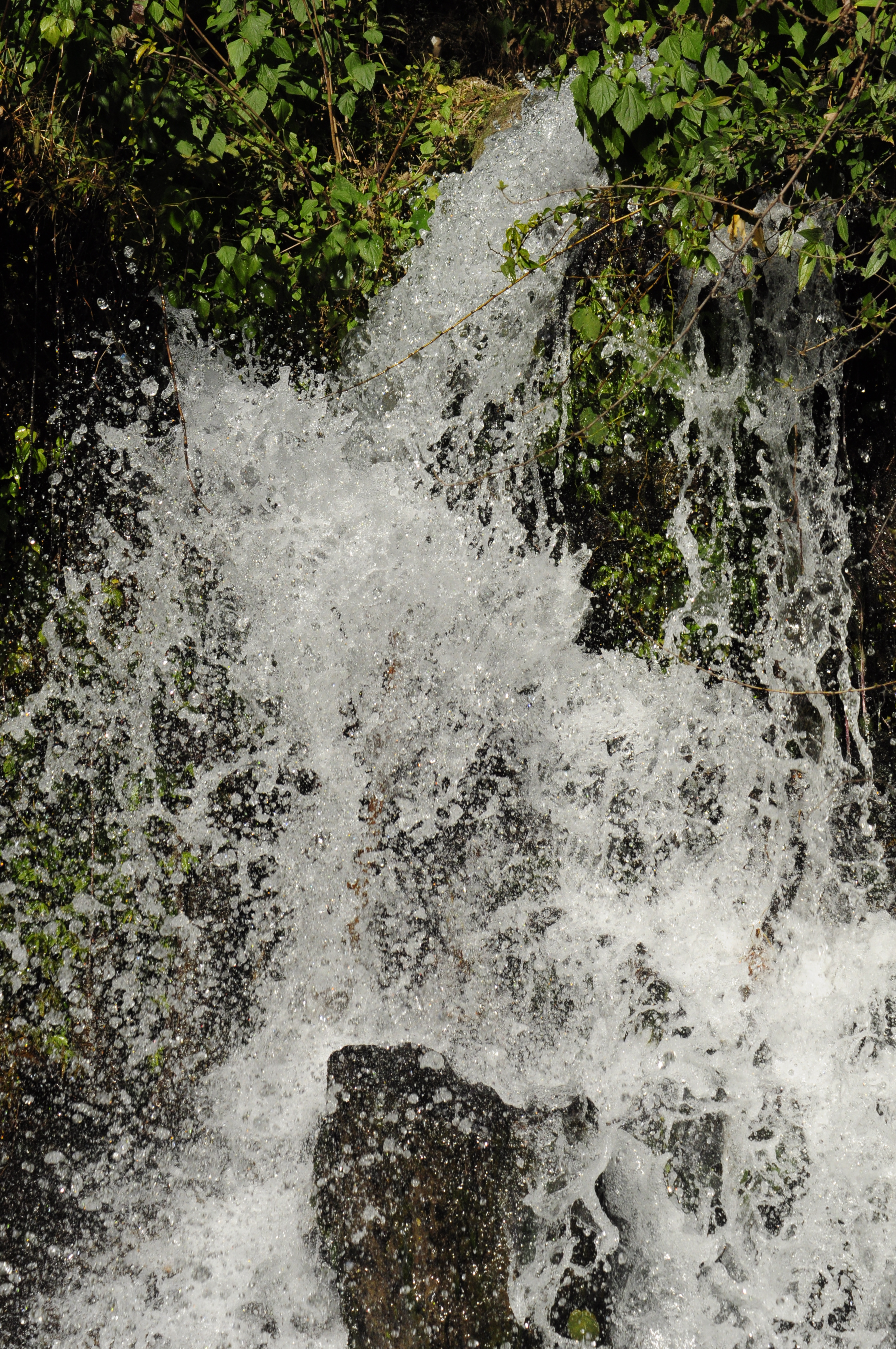
Il fiume Bagmati ancora presso Sundarijal, Katmandu

Il Bagmati nasce nel Nepal sulle colline di Shivpuri a nord di Kathmandu. La sorgente è localizzata a una latitudine di 27° 47' N e una longitudine di 85° 17' E a circa 16 km a nord-est di Kathmandu ad un'altitudine di 1500 m s.l.m.
Esso attraversa le zone nepalesi di Bagmati e Narayani, poi entra nel territorio indiano del Bihar, presso il villaggio Shorwatia nel distretto di Sitamarhi e confluisce nel Koshi a Badlaghat. Il fiume è lungo circa 589 km di cui circa 195 km in Nepal ed i restanti 394 km in India.
I principali affluenti del Bagmati sono:
- riva destra
  - Dhobi (in Kathmandu)
  - Bishnumati o Vishnumati, presso il quartiere Teku a Kathmandu.
- riva sinistra
  - Manahara e Hanumante, che confluscono insieme poco a sud dell'aeroporto internazionale Tribhuvan e poi fluiscono nel Bagmati di fronte al Chyasal Football Stadium di Kathmandu.
  - Adhwara o Piccolo Bagmati in India (Distretto di Madhubani)